# Acanthermia dyari
Acanthermia dyari là một loài bướm đêm trong họ Noctuidae.